# Deep Space Homer
«Deep Space Homer» (с англ. — «Гомер в глубоком космосе») — пятнадцатый эпизод пятого сезона мультсериала «Симпсоны». Премьера эпизода состоялась 24 февраля 1994 года. Это был единственный эпизод, сценарий к которому написал Дэвид Миркин — исполнительный продюсер «Симпсонов». Эпизод примечателен своими многочисленными пародиями (см. Культурные отсылки).

## Сюжет
Эпизод начинается с показа Спрингфилдской АЭС. Сегодня должны состояться выборы лучшего работника недели. Оказывается, что на станции каждый хоть раз получал это звание… кроме Гомера Симпсона. Согласно уставу профсоюза каждый работник должен хоть раз побывать лучшим, поэтому Гомер надеется получить награду. Но и на этот раз его постигает неудача — Бёрнс отдает звание работника недели графитовому стержню.
Расстроенный Гомер возвращается домой и пытается найти утешение у телевизора. А там в этот момент демонстрируют очередной запуск космического корабля. «Тоска» — говорит Гомер и спешно пытается переключить канал, но у пульта выпадают батарейки. На помощь приходит Барт, который в прыжке выдергивает шнур питания у телевизора. Оба облегченно вздыхают.
Действие переносится в центр управления полетами НАСА. Там обсуждают критическое падение рейтингов и решают, как им поднять свою популярность, чтобы не лишиться бюджета. Они приходят к выводу, что в экипаж следует включить простых американцев. В этот момент в НАСА звонит Гомер, и там понимают, что они нашли того, кто им нужен. Специалисты НАСА едут в Спрингфилд за Гомером, а заодно прихватывают с собой Барни.
Теперь Гомеру и Барни нужно пройти серию испытаний перед полетом, чтобы в НАСА смогли определить лучшего из них. Барни запрещают употреблять алкоголь, что благотворно сказывается на его состоянии. По итогам тестов именно его должны отправить в космос, но фуршет перед полётом возвращает Барни в прежнее состояние, и Гомер получает место в составе космического экипажа вместе с Баззом Олдрином и Рейсом Бэнионом (англ. Race Banyon).
За запуском космического челнока с Гомером следит вся его семья, включая сестёр Мардж. В НАСА приходит сообщение, что телерейтинг полета самый высокий за десять лет, и это приводит их к бурной радости.
Во время полета Гомер решает подкрепиться и достает пачку картофельных чипсов. Однако он не учитывает действие невесомости, и чипсы разлетаются по всему кораблю. Пытаясь собрать их, Гомер задевает колонию муравьёв, которую везли, чтобы научить сортировать винтики в космосе, и муравьи разлетаются в воздухе вместе с чипсами. На корабле начинается суматоха и паника. С Земли пытаются успокоить их. Для этого в Центр управления полетами приглашен певец Джеймс Тейлор, который поет космонавтам под гитару. Он же и дает совет, как избавиться от чипсов и муравьёв: для этого нужно открыть внешний люк корабля, и весь мусор вылетит наружу. Экипаж делает это, но Гомер забывает пристегнуться и едва не вылетает в открытый космос. Остальным членам экипажа удается затащить его обратно, но у люка сломана ручка, что неминуемо приведет к гибели экипажа при посадке. На помощь приходит графитовый стержень, которым удается плотно закрыть люк. Корабль благополучно возвращается на Землю, и журнал Time помещает на своей обложке фотографию стержня с надписью «Мы веруем в стержень» (англ. In Rod We Trust), что является обыгрышем известной фразы «In God We Trust». В честь графитового стержня устраивают парад, в конце эпизода Гомер, наблюдая за ним по телевизору, раздраженно говорит: «Дурацкая палка. Опять меня обошли». Но Мардж говорит, что у него есть чем гордиться, так как теперь он один из тех немногих, которые сумели побывать в космосе и одновременно увидеть всё то, что есть на Земле, а Барт пишет на затылке Гомера слово "Герой".

## Приглашенные звезды
Для создания этого эпизода продюсеры «Симпсонов» пригласили двух людей: известного астронавта Базза Олдрина и не менее известного певца, лауреата премии Грэмми, Джеймса Тейлора. Оба играют самих себя.
Базза представляют как «опытного астронавта, второго человека на Луне». Базз при этом замечает: «Второй — это тот, что сразу за первым». Сценаристы планировали использовать слова «Опытный астронавт, первый человек, который взял пробу грунта на Луне» (англ. "first to take a soil sample"), поскольку предполагали, что начальный вариант может оскорбить Олдрина. Но для Базза это не стало проблемой.
Джеймса Тейлора по сюжету пригласили в Центр управления полетами НАСА во время суматохи на космическом корабле, чтобы успокоить и ободрить экипаж. Он исполняет свои песни «You’ve Got A Friend» и «Fire and Rain», а также дает совет, как избавиться от чипсов и муравьёв. Появление Джеймса Тейлора в «Симпсонах» было положительно отмечено. IGN в 2006 году включил его в список 25-ти лучших приглашенных звезд.

## Культурные отсылки
- Название «Deep Space Homer» — аллюзия к сериалу Звёздный путь: Глубокий космос 9 (англ. Star Trek: Deep Space Nine).
- Сцена в начале эпизода, где рабочие АЭС проходят вдоль рентген-стены, — пародия на фильм «Вспомнить всё».
- Симпсоны приезжают на старой машине на мыс Канаверал в стиле семьи деревенщин из сериала «Деревенщина в Беверли-хиллз»[англ.].
- Во время испытания в центрифуге лицо и голос Гомера от перегрузки становятся похожими на моряка Попая (а при разгоне ракеты его лицо меняется на лицо Ричарда Никсона).
- Музыка в начале очередного эпизода шоу Щекотки и Царапки копирует оригинальную тему из сериала «Звездный Путь». Название же эпизода — «Scar Trek: The Next Laceration» — пародия на «Star Trek: The Next Generation».
- Во время мозгового штурма специалистов НАСА по телевизору показывают сцены из американских ситкомов «Женаты... с детьми» и Большой ремонт.
- Гомер поедает рассыпанные в невесомости чипсы под классическую музыку Штрауса, звучавшую в фильме Стэнли Кубрика «Космическая одиссея 2001 года» во время стыковки космических кораблей. В конце эпизода Барт подбрасывает маркер так же, как обезьяна подбросила кость в том же фильме. После этого на экране показывают Гомера как «дитя звезд» (еще одна отсылка к фильму Кубрика).